# Ciara O’Callaghan
Ciara O’Callaghan (* 30. Juni 1972 in Swords) ist eine irische Schauspielerin.

## Biografie
O’Callaghan trat in den Serien The Clinic und Sherlock Holmes and the Baker Street Irregulars auf. Berühmt wurde sie in der Serie Fair City. Dort tauchte sie erstmal 1998 als Yvonne Doyle auf. 2003 verließ sie Show und 2008 lehrte sie zurück. Sie spielte 2008 in dem Filmen Mrs. Brown’s Boys D’Movie, Insatiable und Striking Out mit. 2017 spielte sie in I Kill Giants mit.

## Filmografie
- 1997: Spacejacked
- 2007: Imeacht na nIarlaí
- 2007: Sherlock Holmes and the Baker Street Irregulars
- 2007: The Clinic
- 2008: Insatiable
- 2008: Mrs. Brown’s Boys D’Movie
- 1998–2014: Fair City
- 2015: Mrs. Brown’s Boys
- 2016: Doctors
- 2017: Bridget & Eamon
- 2017: Striking Out
- 2017: I Kill Giants
- 2020: Fantasy Ireland